# 이산가족
이산가족(離散家族)은 가족의 구성원 중 일부분이 전쟁, 자연 재해 등의 외부적 요인에 의해 흩어짐으로써 서로 만나지 못하게 되거나, 만날 수 있지만 경제적인 어려움 등으로 실제로 만나지는 못하는 가족을 말한다. 포괄적인 의미에서는 학업, 직장 등의 요인에 의해 일시적으로 떨어져 지내는 가족을 의미하기도 한다.

## 한국의 이산가족
대한민국에서는 한국 전쟁으로 인하여 수많은 이산가족이 생겼다. 남한 내에서 흩어진 이산가족을 위해 이산가족을 찾습니다 행사가 열린 적이 있다. 남북간에 흩어진 이산가족을 위해 대한민국과 조선민주주의인민공화국에서는 주기적으로 남북 이산가족 상봉 행사를 실시하고 있다.
한반도의 분단은 냉전시대의 유물의 하나로서 남아 있다. 1953년 한국전쟁이 휴전된 이후 조선민주주의인민공화국과 대한민국의 국민들 사이에는 교류 및 소통이 이루어지지 못했다. 이산가족의 대부분은 한국전쟁 이후 생겨났지만 일제강점기 이후에 헤어진 가족들도 있다. 이산가족문제가 안고 있는 문제점은 바로 인도주의적이고 매우 휴머니즘적인 이슈임에도 불구하고 정치적 이해관계와 논리로 인해 함께 있어야 할 가족들이 60년 이상이나 떨어져 있다는 사실이다. 그들의 대부분은 가족들의 연락처나 생활상은 물론 생사조차 모르는 경우가 많다. 2000년 평양에서 이루어진 역사적인 정상회담 이후 수 차례의 이산가족 상봉이 이루어졌지만, 이산가족 1세대가 점점 유명을 달리해 감에 따라 점차 이 문제 역시 영향력을 잃어 가고 있다.
또한 대한민국에서는 이산가족 상봉이 비교적 성공적으로 진행되어 많은 이들이 가족들을 만나는 기쁨을 누릴 수 있었다. 한국에서 외국으로 이민가고 이민국의 국적을 취득한 재외한인들이 생겨났는데 이들은 남한에 거주한 남북 이산가족과 달리 고향 북한에 방문하는 건 가능했지만 북한의 가족이 어디에 사는지 확인할 기회는 없었다. 하지만 이산가족을 찾습니다 행사에서는 남한내에서 흩어진 이산가족이 추후 한쪽이 미국으로 이민을 가면서 생긴 이산가족에 대해서는 상봉을 하도록 도와주었다.

### 한민족 이산가족의 역사[1]
| 연도      | 한국 |
| --------- | --- |
| 1910-1945 | 일본 식민 지배로 인한 자주국권 상실: 수백만 명에 이르는 한국인들이 식민지배로 인해 흩어짐 |
| 1950-1953 | 한국전쟁: 수도인 서울이 3일만에 함락되고 가족들은 뿔뿔이 흩어졌지만, 국민들은 그들의 가족들과 곧 만날 수 있을 것이라고 생각함. 당시 유엔의 성명서는 난민들의 ‘자발적’ 강제 송환과 함께 남북의 휴전 제안을 포함함. 하지만 휴전 이후, 북한과 대한민국 사이에는 DMZ라 불리는 38도 휴전선이 그어졌고 현재까지도 세계적으로 군사적 긴장감이 높은 지역이 됨 |
| 1953-1970 | 북한 경제가 대한민국을 앞서감. 이 시기 북한이 자신의 경제력을 믿고 대남 군사적 도발이 자주 있었음. |
| 1970-1980 | 대한민국이 북한 경제를 추월함 (1971-1972) 한국 적십자사는 이산가족에 대한 논의를 시작했으나 어떠한 조약이나 가시적 성과 없이 회담이 끝남. 북의 도발이 줄어듬 |
| 1983      | 한국방송 KBS는 ‘일천만 이산가족 상봉 캠페인’을 진행, 자신들의 헤어진 가족을 찾는 수백만명의 시청자들의 주목을 끌었지만, 안타깝게도 북한은 이 캠페인에 참여하지 않아 대한민국에서만 진행됨. 원래 95분으로 예정되었던 방송은 열화와 같은 시청자들의 성원에 453시간 45분으로 연장되었고, 109,000명의등록자 중 10,000명 이상의 가족들이 다시 만날 수 있었음 |
| 2000      | (8월 15-18일) 1차 이산가족 상봉 (11월 30일-12월 2일) 2차 이산가족 상봉 |
| 2001      | (2월 26-28일) 3차 이산가족 상봉 (3월 15일) 시범적 서신 교환이 이루어짐 (각 국에서 300명 씩) 대한민국 적십자사에 최초 등록했던 116,460명의 사람들 중 당해 12,664명이 사망함-총 등록자의 10.9%의 인원) |
| 2002-2006 | (2002년 4월 28일-5월 3일) 4차 이산가족 상봉 (2002년 9월 13-18일) 5차 이산가족 상봉 (2003년 2월 20-25일) 6차 이산가족 상봉 (2003년 6월 27일-7월 2일) 7차 이산가족 상봉 (2003년 9월 20-25일) 8차 이산가족 상봉 (2004년 3월 29일(4월1-3일)) 9차 이산가족 상봉 (2004년 7월 11일-16일) 10차 이산가족 상봉 (2005년 8월 15일) 1차 이산가족 화상 상봉 (2005년 8월 26일-31일) 11차 이산가족 상봉 (2005년 11월 5일-10일) 12차 이산가족 상봉 (2005년 11월 24일-25일) 2차 이산가족 화상 상봉 (2005년 12월 8일-9일) 3차 이산가족 화상 상봉 (2006년 3월 20일-25일) 13차 이산가족 상봉 (2006년 6월 19일-30일) 14차 이산가족 상봉 (2006년 2월 27일-28일) 4차 이산가족 화상 상봉 |
| 2007      | (5월 9일-14일) 15차 이산가족 상봉 (10월 17-22일) 16차 이산가족 상봉 |
| 2008      | 이명박MB 대통령이 취임한 후 북한의 개방을 요구하는 강경한 대북정책으로 북한이 반발하면서 남북관계가 경색되었고 더 이상의 상봉이 없었다 |
| 2009      | (9월 26일-10월 1일) 17차 이산가족 상봉 |
| 2010      | (10월 30일-11월 5일) 18차 이산가족 상봉 |
| 2013      | 이산가족 상봉을 하려고 하였으나 금강산의 문제 때문에 무기한 연기 되었다. |
| 2014      | 1월 북한의 중대 발표로 (남·북한의 비방중지로) 화해 모드 돌입하였다. 그리고 그것을 조건으로 이산가족 상봉을 추진 하였다. (2월 20일 ~ 2월 25일) 19차 이산가족 상봉 (무기한 연기) 5차 이산가족 화상 상봉 |

### 한국계 이산가족[2]
한국계 미국인 이산가족 현황은 다음과 같다.
2010년 인구조사에 따르면, 약 170만명의 한국계 미국인들이 미국에 거주하고 있는 것으로 나타났고,
그 중 10만명에 이르는 미주 한인들이 북한에 가족을 두고 있다.

### 이산가족의 현황
이러한 이산가족들 중 대부분의 사람들이(65-75%) 1950년 6월 25일에 발발한 한국 전쟁 때 그들의 가족들과 헤어지게 되었고, 나머지 25-35%의 사람들은 한국 전쟁 전, 광복 이후에 헤어졌다고 한다. 한국전쟁 당시 서울이 3일만에 수복되었던 것처럼 수일 만에 많은 사람들이 고향을 잃었고 전쟁의 재앙을 피하기 위해 도망쳤다. 하지만 결국 한반도 북쪽을 잠식한 철의 장막 때문에 연락은 두절되고 가족들의 행방이나 소식은 완벽하게 가려지게 되었다.
한 아버지와 아들은 아내이자 어머니인 그녀를 두고 올 때, 곧 다시 돌아와 만날 수 있을 것이라고 생각했지만 평생 만날 수가 없었다. 아이들을 두고 온 어머니 역시 자식들을 두번 다시 만나지 못했고, 혼잡한 전쟁통 속, 피난 행렬과 수많은 인파 속에서 아이들이 부모를 잃는 일은 비일비재 했다.
1988년 이산가족 상봉 신청제도 도입 이후, 약 13만 명 이상이 해당 제도에 등록하였으며, 이 중 2020년까지 8만 명 이상이 사망한 것으로 집계되었다. 2016년부터 2018년 사이에는 사망자 수가 매년 증가하는 추세를 보였으며, 2016년 3,378명, 2017년 3,795명, 2018년에는 4,914명으로 큰 폭으로 증가하였다. 2024년 기준으로는 등록자 중 약 9만 명이 사망하였고, 생존자는 4만 명 이하로 감소한 상태이다.

## 같이 보기
- 실향민

## 참고 문헌
1. ↑  James A. Foley, <<Korea’s Divided Families: Fifty years of separation (대한민국 분단의 역사 50년)>>, Routledge Curzon, Publication Date: December 20, 2002 | ISBN-10: 0415297389 | ISBN-13: 978-0415297387
2. ↑  Koreanweb's website http://www.koreaweb.ws/ks/ksr/ksr06-04.htm 보관됨 2012-01-29 - 웨이백 머신
3. ↑  Choong Soon Kim, <<Faithful Endurance: An Ethnography of Korean Family Dispersal>>,Univ of Arizona Pr, November 1988, ISBN-10: 0816510717 ISBN-13: 978-0816510719
4. ↑  Divided Families Foundation (이산가족재단)'s website: http://dividedfamilies.org 보관됨 2016-01-11 - 웨이백 머신